# Rendez-vous avec la mort (pièce de théâtre)
Pour les articles homonymes, voir Rendez-vous avec la mort (homonymie).
Rendez-vous avec la mort (Appointment with Death) est une pièce de théâtre policière d'Agatha Christie de 1945, adaptée du roman éponyme de 1938.

## Historique de la pièce
À la différence du roman, Agatha Christie choisit de ne pas inclure le personnage d'Hercule Poirot dans la pièce, trouvant celui-ci inadapté pour le théâtre,. De plus, elle change l'identité du meurtrier.
La première représentation a lieu le 31 mars 1945 au Piccadilly Theatre de Londres, sous la direction de Terence de Marney.
En 1946, après avoir vu la pièce, Agatha Christie écrit une lettre à la comédiennes Joan Hickson et lui annonce espérer qu'un jour elle interprétera le personnage de Miss Marple : « I hope that one day you will play my dear Miss Marple ». Son vœu sera exaucé trente-huit ans plus tard lorsque Joan Hickson tiendra le rôle de la détective amateur dans la série Miss Marple de 1984.

## Scènes
Acte I
- Un après-midi. Salon du King Solomon Hotel, Jérusalem.

Acte II
- Scène 1 : Une semaine plus tard. Camp des voyageurs, Pétra.
- Scène 2 : Trois heures plus tard. Même lieu.

Acte III
- Scène 1 : Le lendemain matin. Même lieu.
- Scène 2 : L'après-midi. Même lieu.

## Distribution
Distribution originale de 1945 :
Metteur en scèneTerence de Marney (en)
Comédiens
- Mary Clare : Mrs. Boynton
- Deryn Kerbey : Ginevra Boynton, sa belle-fille
- Ian Lubbock : Lennox Boynton, son beau-fils ainé
- Beryl Machin : Nadine Boynton, la femme de Lennox
- John Glennon : garçon d'ascenseur
- Percy Walsh : Alderman Higgs
- Anthony Dorset : employé, bédouin
- Janet Burnell : Lady Westholme
- Joan Hickson : Miss Pryce
- Gerard Hinze : Dr Gerard
- Carla Lehmann : Sarah King
- Alan Sedgwick : Jefferson Cope
- John Wynn : Raymond Boynton, le plus jeune frère de Lennox
- Harold Berens : drogman
- Owen Reynolds : Colonel Carbery
- Cherry Herbert : une Lady
- Corinne Whitehouse : client de l'hôtel
- Joseph Blanchard : client de l'hôtel